# Salsola parviflora
Salsola parviflora är en amarantväxtart som beskrevs av Viktor Petrovitj Botjantsev. Salsola parviflora ingår i släktet sodaörter, och familjen amarantväxter. Inga underarter finns listade i Catalogue of Life.